# 세포분획법
세포분획법(細胞分劃法, 영어: cell fractionation)은 각 세포 성분의 개별 기능을 보존하면서 세포 성분을 따로 분리하는데 사용하는 방법이다. 이것은 원래 다양한 생화학 과정의 세포 내 위치를 증명하기 위해 사용된 방법이다. 세포분획법의 다른 용도는 추가 정제를 위한 풍부한 단백질 제공과 다양한 질병 상태의 진단을 용이하게 하는 것이다.

## 균질화
조직은 일반적으로 삼투 현상으로 인한 세포 소기관의 변형을 방지하기 위해 등장액에서 균질화된다. 균질기에서 세포가 균질화되는 과정에는 저온 상태가 유지되어야 하는데, 이는 마찰열에 의한 단백질 변성 및 효소의 작용을 억제하기 위한 것이다. 균질화를 위한 메커니즘에는 연삭, 파쇄, 절단, 압력 변화, 삼투압 충격, 동결-해동, 초음파 등이 포함된다. 이는 균질한 세포 덩어리(세포 균질액 또는 세포 현탁액)를 형성하는 것이다. 이것은 적당한 pH, 온도에서 특정 효소가 존재하는 적절한 배지에서 세포를 파쇄하는 것이다. 예를 들어 식물 세포들 사이의 중층(middle lamella)을 분해하는 펙틴 가수분해효소(펙티네이스, pectinase)가 있다.

## 여과
이 과정은 세포 공급원에 따라 필요하지 않을 수도 있다. 그러나 동물 조직에서는 제거되어야 하는 결합 조직을 생성할 가능성이 있다. 일반적으로 여과는 거즈를 통해 주입하거나 흡입 필터 및 해당 단계의 세라믹 필터를 사용해서 수행한다.

## 정제
정제는 분별 원심분리(differential centrifugation)에 의해 달성된다. 중력의 순차적인 증가는 밀도에 따른 세포소기관의 순차적인 분리를 초래한다.

## 같이 보기
- 피콜